# Guiu III de Spoleto
Guiu III fou fill de Guiu I de Spoleto i germà de Lambert I de Spoleto
El 876 va rebre el marcgraviat de Camerino de Carles el Calb. El 882 va heretar el Ducat de Spoleto a la mort del seu nebot Guiu II de Spoleto que només deixave fills infants. Es va casar amb Ageltruda, filla d'Adelquis duc de Benevent, i van tenir un fill que fou Lambert II de Spoleto.
Just el 882 a la dieta de Ravenna, Guiu havia estat desposseït dels feus per Carles III el Gras, però finalment el 883 li foren confirmats i així va poder reunir Carmerino i Spoleto. El 885 va combatre amb els sarraïns a la batalla del riu Garigliano.
Deposat Carles III el Gros el 887 va planejar ser nomenat rei i emperador amb l'ajut del seu parent llunyà l'arquebisbe Folc de Reims i va viatjar a Langres on l'arquebisbe el va coronar rei de França el 888 però al mateix any es va coronar Odó i llavors va abandonar el projecte i va aspirar a la corona d'Itàlia i la corona imperial. Berenguer de Friül també aspirava a la corona de ferro italiana, però Guiu va aconseguir ser coronat el 889 pel Papa Esteve VI com a rei d'Itàlia després de la victòria a la Batalla del Trèbia, i el maig del 891 va ser coronat també emperador, i el seu fill Lambert II va ser coronat rei d'Itàlia. El 30 d'abril del 892 a Ravenna, el Papa Formós I fou obligat a coronar Lambert II com a coemperador.
Però el Papa tan bon punt va poder, va donar suport a Arnulf de Caríntia: el 893 Arnulf fou cridat a Pavia pel Papa per enderrocar a Guiu a canvi de ser coronat. Arnulf va enviar al sei fill Zwentibold amb un exèrcit que es va unir al de Berenguer de Friül, i van anar junts cap a Pavia on era Guiu, i la van assetjar.
Segurament Guiu va aconseguir la seva retirada mitjançant un suborn. El 894 però, Berengari i el seu aliat van derrotar a Guiu a Bèrgam i van ocupar Pavia i Milà. Berengari fou reconegut com a rei d'Itàlia i Arnaulf com a emperador. Zwentibold va tornar a Caríntia. Guiu que s'havia retirat cap a la línia del Taro, va morir sobtadament el 12 de desembre del 894 mentre preparava les defenses. El va heretar el seu fill Lambert II de Spoleto sota regència de la viuda Ageltruda de Benevent.